# Рассохо, Анатолий Иванович
Анатолий Иванович Рассохо (1914, Пенза — 2003, Санкт-Петербург) — советский военачальник, адмирал (1972). Руководитель Главного управления навигации и океанографии ВМФ СССР (1963—1985).

## Биография
Родился в 1914 году в городе Пензе, в многодетной семье. Отец, Иван Иванович Рассохо, ветеран русско-японской войны, казак. Мать, Агриппина Дмитриевна, мордовка родом из Пензенской губернии. В 1930 году окончил Пензенскую среднюю школу № 1.
В 1931 году А. И. Рассохо поступил по комсомольской путёвке в РККФ. Окончил Севастопольское артиллерийское училище береговой обороны ВМС РККФ. Сначала служил на крейсере «Красный Кавказ» Черноморского флота. С июля 1936 года проходил службу на Тихоокеанском флоте (ТОФ) командиром БЧ-2 сторожевого корабля «Метель». В 1938 году окончил Специальные курсы комсостава РККА в Ленинграде, затем вернулся на тот же корабль. Участвовал в боевых действиях у озера Хасан в августе 1938 года. В 1939 году участвовал в боях на Халхин-Голе, где командовал отрядом речных катеров на реке Онон, выполняя задачи по переправе войск и военных грузов. С декабря 1939 года — помощник командира эсминца «Резвый» ТОФ. С августа 1940 года вновь на учёбе на курсах командиров кораблей при Военно-морской академии РККВМФ имени К. Е. Ворошилова, окончил их перед самой войной.
В ходе Великой Отечественной войны с лета 1941 года командовал эсминцем «Внушительный», с 1942 года — эсминцем «Ретивый», с начала 1944 года — лидером «Тбилиси». В 1944 года находился 2 месяца на боевой стажировке на Северном флоте в составе экипажа лидера «Баку», на котором совершил несколько боевых походов. Принимал участие в советско-японской войне в августе 1945 года: выполнял задание по прикрытию с моря высадки советских десантов в порты Северной Кореи и по переброске морем войск из Владивостока в зону боевых действий.
После войны продолжил службу в ВМФ в прежней должности. С декабря 1946 года — командир дивизиона эсминцев Отряда лёгких сил ТОФ. С января 1949 года — командир крейсера «Калинин» ТОФ. С декабря 1950 года — начальник штаба эскадры Тихоокеанского флота, которая успешно проявила себя на ряде крупных военно-морских учений, в том числе в присутствии Н. С. Хрущёва и иных высших руководителей страны. В 1955 году, будучи начальником экспедиции особого назначения ЭОН-65, возглавил небывалый по тем временам переход по Северному морскому пути целых соединений с Северного флота на Тихоокеанский флот (всего 48 кораблей и судов, включая 2 крейсера («Дмитрий Пожарский» и «Адмирал Сенявин»), плавбаза «Нева», 4 сторожевых корабля, 12 подводных лодок, 12 больших охотников за подводными лодками, 12 базовых тральщиков и суда обеспечения). Поход прошёл без единой аварии. 
В декабре того же А. Рассохо направили учиться в академию. В 1957 году окончил Высшую военную академию имени К. Е. Ворошилова. С февраля 1958 года был начальником штаба — первым заместителем командующего Северным флотом. Один из создателей атомного подводного флота СССР, инициатор первых походов атомных подводных лодок подо льдами Центрального Арктического Бассейна. В ходе Карибского кризиса под его руководством в рамках операции «Кама» были подготовлены и отправлены 4 подводные лодки флота в Атлантику на случай начала военного конфликта. Принял на себя долю ответственности за катастрофу лодок С-80 (27.01.1961) и К-19 (4.07.1961).
Весной 1963 года назначен начальником Гидрографического управления ВМФ (с 1972 — Главное управление навигации и океанографии МО СССР), на этом посту проявил большую активность и фактически заново создал передовой по тому времени гидрографический флот, поддерживал и развивал навигационную инфраструктуру СССР. На вооружение принимались от науки новейшие гидроакустические приборы, велика была роль А. Рассохо в запуске советских навигационных спутников, создана космическая навигационная система. В 1972 году начал действовать Центр дальней навигации ВМФ и Научно-исследовательский океанографический центр Министерства обороны. В строй при нём вступили новейшие океанографические суда типов «Николай Зубов», «Владимир Каврайский», «Абхазия», «Академик Крылов», гидрографические суда типа «Арктика», «Тайга» и ряд других. Были изданы уникальные морские навигационные карты, несколько томов «Атласа океанов».
С июля 1985 года в отставке. Жил в Санкт-Петербурге. В последние годы занимался вопросами экологии Мирового океана. Умер в 2003 году. Похоронен на Бибигонском кладбище в Старом Петергофе.
Дети: Валерий Рассохо, Арнольд Литвинов, Тамара Литвинова, Лилия Рассохо, Елена Рассохо, Александр Рассохо.

## Награды
- Два ордена Ленина (1956, 1978)
- Орден Октябрьской Революции (1982)
- Два ордена Красного Знамени (1953, 1967)
- Два ордена Отечественной войны I степени (7.09.1945, 11.03.1985)
- Орден Трудового Красного Знамени (1974)
- Орден Красной Звезды (1947)
- Медаль «За боевые заслуги» (3.11.1944)
- Ряд медалей СССР
- Лауреат двух Государственных премий СССР (1980, 1986)
- Именное оружие (кортик) от Главнокомандующего ВМФ (1955)
- Почётный член Гидрографического общества России (1994)

Награды иностранных государств
- Командорский крест ордена За воинскую доблесть (Польша)
- Медаль «Китайско-советская дружба»
- Медаль «20-я годовщина Революционных Вооружённых сил Кубы» (Куба)

## Память
Имя Анатолия Рассохо присвоено подводному хребту в Северном Ледовитом океане (координаты вершин: 83 град. 15,5` северной широты, 114 град. 26,5` восточной долготы; 83 град. 22,1` северной широты, 113 град. 10,0` восточной долготы; 83 град. 27,5` северной широты, 111 град. 31,0` восточной долготы).